# Майце си
Стихотворението „Майце си“ е първото публикувано произведение на Христо Ботев (1848 – 1876). То е елегия, публикувано за първи път в последния брой (година III, брой 19 от 15 април 1867 г.) на редактирания от Петко Славейков вестник „Гайда“. По това време Ботев е на 19 години и живее в родния си град Калофер. По-късно се появява отново във вестник „Свобода" (1870) и в „Песни и стихотворения" (1875).
Според съученика на Ботев – Киро Тулешков, още през лятото на 1864 година в Одеса, той работи върху варианти на „Майце си“, консултирайки се с професора по славистика Виктор Григорович. По това време Ботев сътрудничи на Григорович с руски преводи на български народни песни. Тулешков твърди, че още през юни 1864 година Ботев изпраща стихотворението на Петко Славейков в Цариград, но достоверността на това сведение не е изяснена, тъй като стихотворението е публикувано от Славейков едва няколко години по-късно.